# Francesco Cetti (Mathematiker)

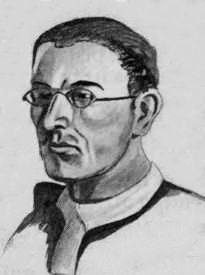
Francesco Cetti

Francesco Cetti (* 9. August 1726 in Mannheim; † 20. November 1778 in Sassari) war ein italienischer Jesuit, Mathematiker und Zoologe.

## Leben und Wirken
Francesco Cetti entstammte einer Familie aus Como in der Lombardei. Er wurde zunächst am Jesuitenkolleg in Monza ausgebildet. Im Alter von 16 Jahren trat er am 13. Oktober 1742 als Novize in den Jesuitenorden von Genua ein. Von 1744 bis 1747 studierte Cetti in Mailand Rhetorik und Philosophie. Dort war er anschließend von 1748 bis 1749 Professor für Grammatik. Im darauffolgenden Jahr unterrichtete Cetti in Bormio Geisteswissenschaften.
Von 1750 bis 1752 war er Professor für Rhetorik. Anschließend studierte er von 1752 bis 1756 Theologie in Mailand. 1755 wurde Cetti zum Priester geweiht. Seine Lehrtätigkeit führte ihn nach Arona, wo er bis zum Herbst 1765 den Lehrstuhl für Philosophie und Mathematik innehatte. Am 2. Februar 1760 legte Cetti die vier Gelübde der Jesuiten ab.

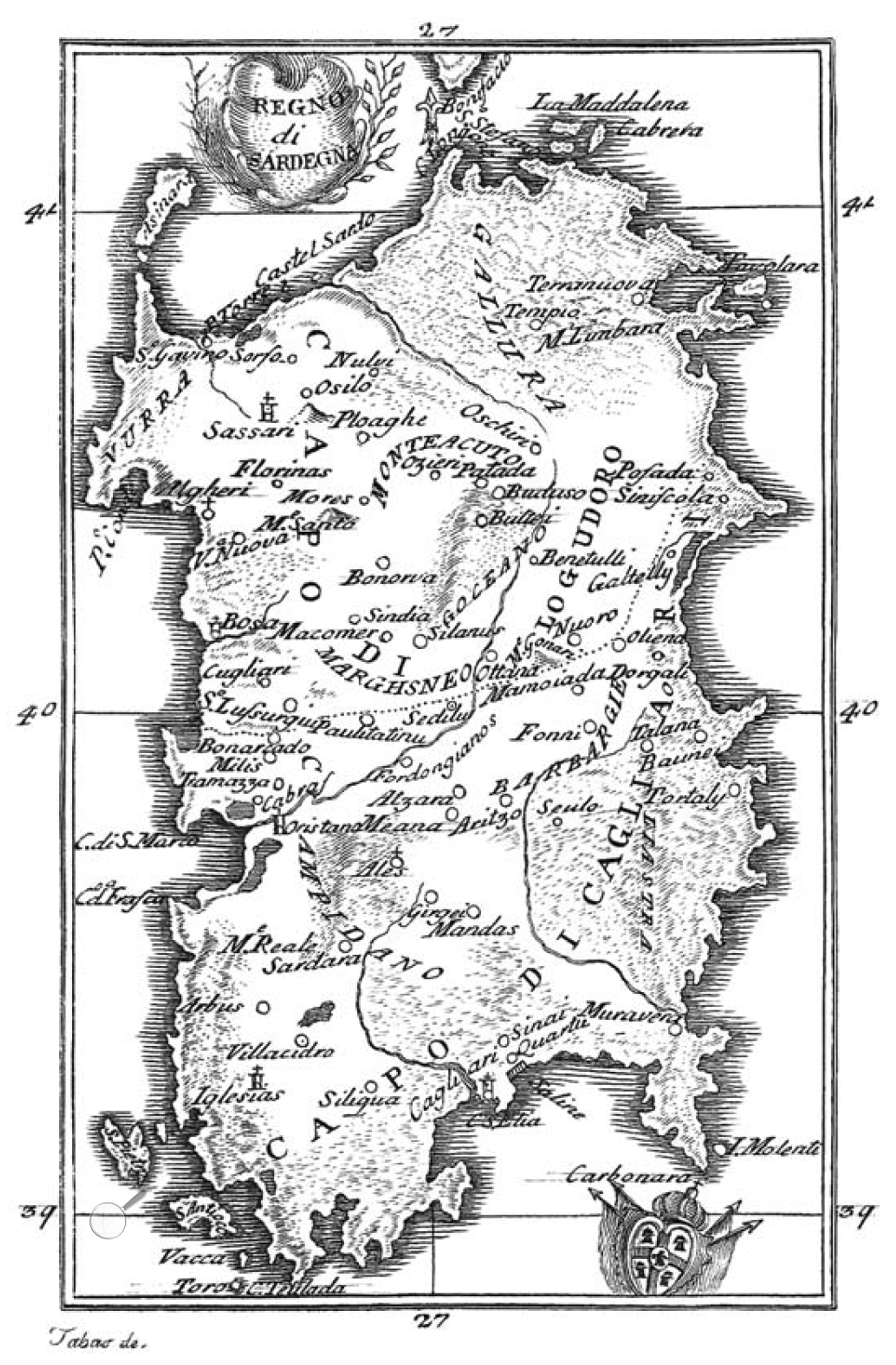
Karte Sardiniens aus dem ersten Band von Cettis Naturgeschichte von Sardinien

1764 bot ihm Karl Emanuel III. aus dem Haus Savoyen den Lehrstuhl für Geometrie und Mathematik an der Universität Sassari an. Im Januar 1766 traf Cetti in Sassari auf Sardinien ein, wo seine Bemühungen die Ausbildung zu verbessern bald fruchteten. Nebenbei widmete er sich Naturstudien. Seine Entdeckungen und Beobachtungen teilte Cetti mit dem Minister Giovanni Battista Lorenzo Bogino (1701–1784), mit dem er von 1766 bis 1768 in Briefkontakt stand. 1767 wurde Cetti Rektor des Jesuitenkolleg Canopoleno und ein Jahr später Präfekt der königlichen Schulen von Sassari.
1768 bis 1770 beschäftigte Cetti sich eingehender mit Mineralogie, als er in der Nähe von Bosa und von Silanus Hinweise auf das Vorkommen des Minerals Chalcedon entdeckte. Nach der Aufhebung des Jesuitenordens im Jahr 1773 widmete er sich seinen naturgeschichtlichen Studien. Die Ergebnisse seiner Studien, das dreibändige Werk Storia naturale di Sardegna (deutscher Titel: Naturgeschichte von Sardinien), wurde gemeinsam mit einem Anhang zum ersten Band von 1774 bis 1778 veröffentlicht. Im Herbst 1777 reiste Cetti nochmals nach Turin, möglicherweise um dort seine Forschungsergebnisse persönlich vorzustellen. Im Dezember des gleichen Jahres kehrte er nach Sassari mit dem Entschluss zurück, den vierten Teil seiner Naturgeschichte zu vollenden, der sich mit den Insekten und den Fossilien Sardiniens beschäftigen sollte. Sein Tod am 20. November 1778 verhinderte jedoch die Vollendung dieses Bandes.

## Ehrentaxon
Der wissenschaftliche Name des Seidensängers (Cettia cetti) ehrt Francesco Cetti.

## Schriften
Originalausgaben
- Storia naturale di Sardegna. 4 Bände, Giuseppe Piattoli, Sassari 1774–1778.
  - I quadrupedi di Sardegna. Giuseppe Piattoli, Sassari 1774 (online).
  - Gli uccelli di Sardegna. Giuseppe Piattoli, Sassari 1776 (online).
  - Appendice alla Storia naturale dei quadrupedi di Sardegna. Giuseppe Piattoli, Sassari 1777.
  - Anfibi e Pesci di Sardegna. Giuseppe Piattoli, Sassari 1778 (online).
- Uso della propria nobiltà. Al commendatore Don Silvio Atti die Maccarani, prendendo egli l’abito di cavaliere di Santo Stefano in Pisa l’anno 1777. Giuseppe Piattoli, Sassari 1777.

Deutsche Übersetzungen
- Naturgeschichte von Sardinien. J. G. Müller, Leipzig 1783–1784.
  - Band 1: Geographische Beschreibung von Sardinien. Geschichte der Säugetiere. J. G. Müller, Leipzig 1783.
  - Band 2: Geschichte der Vögel. J. G. Müller, Leipzig 1784.
  - Band 3: Geschichte der Amphibien und Fische. J. G. Müller, Leipzig 1784.
- Naturgeschichte von Sardinien. Neue Ausgabe. J. G. Müller, Leipzig 1799